# Couvent des Ursulines de Mâcon
Pour les articles homonymes, voir Couvent des Ursulines.
Le couvent des Ursulines est un ancien couvent situé rue des Ursulines, à Mâcon, en Saône-et-Loire. Il a été inscrit au titre de monument historique en 1929 et en 1962. Depuis 1968, il accueille le musée des Ursulines.

## Histoire
Les Ursulines, appelées par l'évêque Gaspard Dinet, s'installent à Mâcon dès 1615 pour faire l'éducation des jeunes filles de la noblesse et de la bourgeoisie. Le couvent actuel est construit de 1675 à 1680 sur le plateau de la Baille. Réquisitionné par les pouvoirs publics à la Révolution, il devient maison d'arrêt en 1793. Le père de Lamartine y sera incarcéré comme en témoigne encore une plaque commémorative, rue des Ursulines. En 1796, le couvent devient la caserne Puthod, utilisée jusqu'en 1929 date à laquelle elle sera désaffectée puis rétrocédée à la ville de Mâcon. Avant d'accueillir le Musée des Ursulines en 1968, le bâtiment abrite la « Maison du peuple » mise à la disposition de diverses associations. Les travaux de remise en état durèrent de 1963 à 1967 et la salle consacrée à la Préhistoire (rez-de-chaussée) ainsi que l'espace dédié aux Beaux-Arts (étage) furent ouverts au public le 10 juin 1968. L'inachèvement des ailes du bâtiment a suscité de nombreuses interrogations mais l'explication la plus plausible serait le manque de moyens financiers.
L'ancien couvent fait l’objet de multiples inscriptions au titre des monuments historiques : le 30 août 1929 pour le cloître, le grand escalier, ainsi que les trois portes sur la rue des Ursulines, le 30 mai 1962 pour la chapelle et le 30 mai 1962 pour les façades et les toitures de l'ensemble des bâtiments de l'ancien couvent.